# Hackerspace

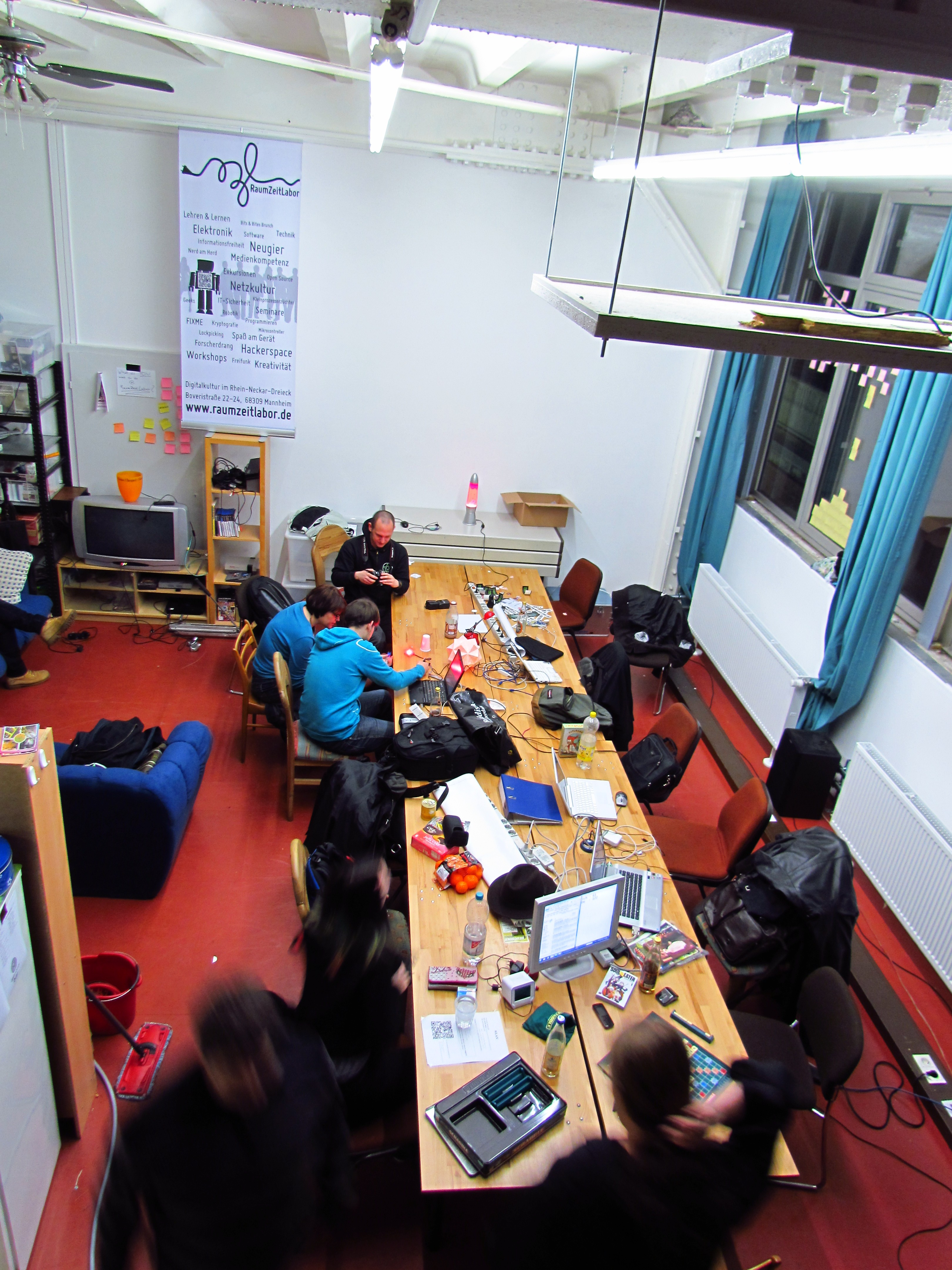
Un hackerspace tedesco (RaumZeitLabor)

Un hackerspace o hackspace (noto anche come hacklab, makerspace o creative space) è un luogo in cui persone con interessi comuni, spesso riguardanti computer, tecnologia, scienza, arte digitale o elettronica (ma anche in molti altri campi) possono incontrarsi, socializzare e collaborare. Gli hackerspace possono essere visti come laboratori comunitari aperti che incorporano elementi di officine o studi artistici dove gli hacker possono incontrarsi per condividere risorse e conoscenze per costruire cose.
Molti Hackerspace partecipano all'uso ed allo sviluppo di software libero, hardware libero, e media alternativi. Sono spesso fisicamente localizzati in infoshop, centri sociali, centri di istruzione per adulti o nei campus universitari, ma possono trovarsi anche in spazi industriali o depositi quando hanno bisogno di più spazio.

## Funzioni

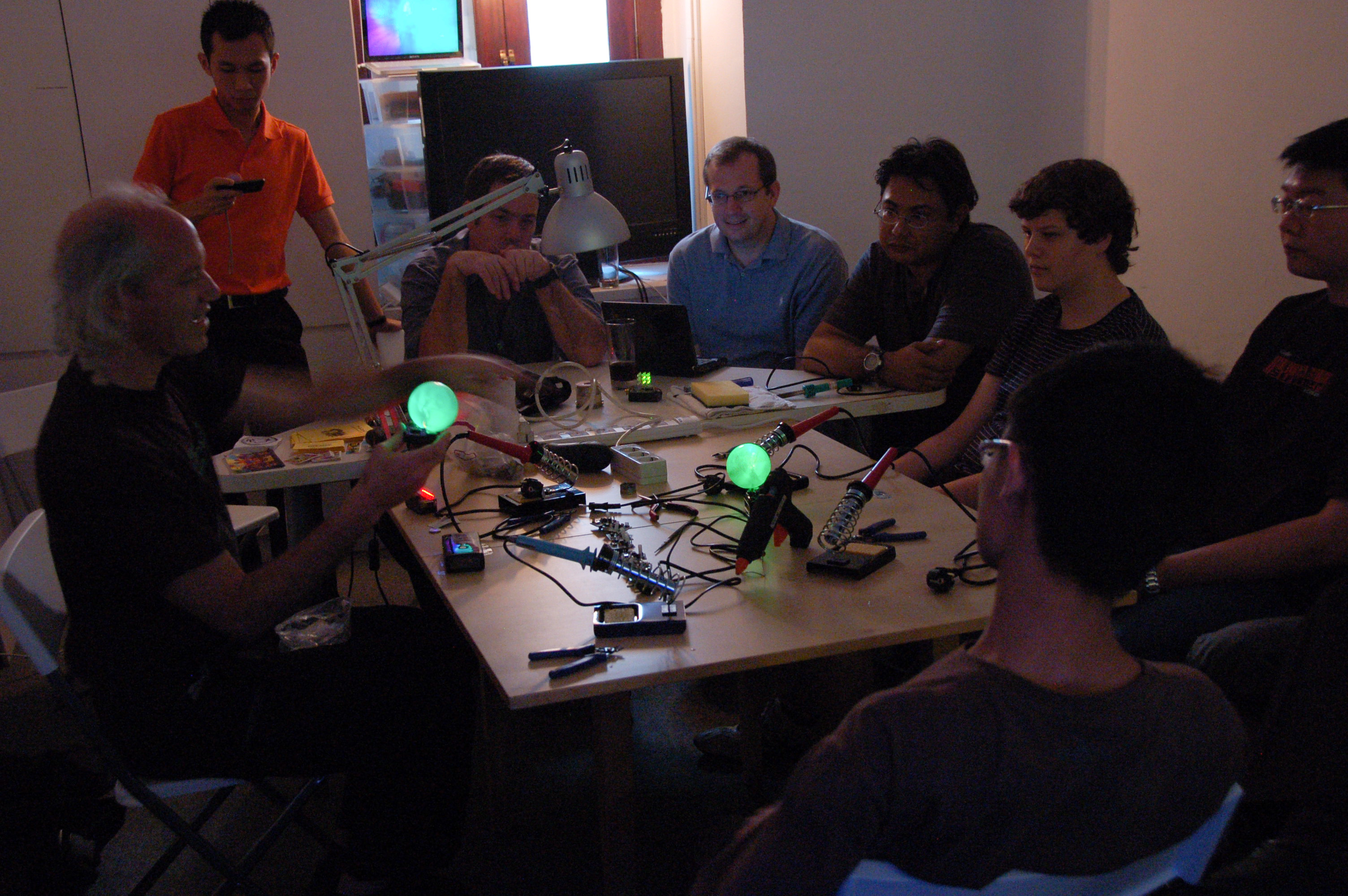
Un laboratorio di HackerspaceSG a Singapore

Le attività specifiche che si svolgono negli hackerspace variano da luogo a luogo. In generale, gli hackerspace funzionano come centri per l'apprendimento tra pari e per la condivisione della conoscenza, in forma di workshop, presentazioni e conferenze. Di solito forniscono ai propri membri anche attività sociali, come serate di giochi e feste. Di norma, danno spazio ai membri per lavorare sui propri progetti individuali, o per collaborare a progetti di gruppo con altri membri. Gli Hackerspace possono anche gestire servizi di prestito di strumenti informatici o di utensili fisici.
L'edificio o la struttura che l'hackerspace occupa è importante, poiché fornisce l'infrastruttura fisica di cui i membri necessitano per portare a termine i loro progetti. Oltre allo spazio, la maggior parte degli hackerspace fornisce energia elettrica, server ed accesso ad Internet. Gli hackerspace ben attrezzati possono fornire macchine utensili, apparecchiature audio, videoproiettori, giochi e strumentazioni elettronici (come gli oscilloscopi), materie prime e mezzi vari per la fabbricazione di elettronica o d'altro genere. Alcuni hackerspace forniscono attrezzature per la conservazione e la preparazione degli alimenti, e possono insegnare corsi di cucina di base o avanzati. Anche strumenti e materiali per il cucito, l'artigianato e l'arte sono importanti in molti hackerspace.

## Organizzazione
Il carattere distintivo di un hackerspace è determinato dai suoi membri. Molti Hackerspace sono gestiti da consigli d'amministrazione eletti selezionati dai soci attivi e regolarmente iscritti. I funzionari eletti possono rimanere in carica per mandati prestabiliti ed aiutare la fase decisionale riguardo all'acquisto di nuove attrezzature, al reclutamento di nuovi membri, alla definizione delle politiche, alla conformità ai requisiti di sicurezza, e ad altre questioni amministrative.
Le tariffe d'adesione sono in genere la principale entrata economica degli hackerspace, ma alcuni accettano anche sponsorizzazioni. Gli hackerspace legati al mondo universitario spesso non prevedono tariffe d'adesione, ma sono generalmente riservati agli studenti, benché le visite di staff e gli allievi di altri hackerspace siano gradite. Alcuni hackerspace accettano lavoro volontario al posto della tariffa d'adesione, soprattutto da parte dei membri finanziariamente svantaggiati.
C'è un'ampia tradizione informale presso molti hackerspace di accogliere visitatori provenienti da altre organizzazioni simili. Il libero scambio di idee, competenze e conoscenze sono incoraggiati, soprattutto agli incontri periodici.

## Hacklab
Spesso usato come sinonimo di Hackerspace, un Hacklab è un laboratorio di informatica autogestito in cui si riuniscono appassionati di informatica e telematica per condividere informazioni, realizzare progetti e tenere corsi. I computer e tutto l'hardware presente sono spesso frutto di donazioni, così come la locazione fisica viene spesso messa a disposizione da un centro sociale.
Le persone che tipicamente frequentano questi laboratori oltre ad avere un interesse tecnico sono ideologicamente molto orientate: gli hacklab sono spesso centri di diffusione non solo di conoscenze informatiche, ma anche delle idee di software libero, della libertà di espressione, della difesa della privacy ed in generale dei diritti digitali, dell'autogestione.
Il fatto che gli Hacklab nascano all'interno di realtà autogestite avviene perché di solito queste hanno pochi mezzi informatici e il Floss consente loro di dotarsi di strumenti informatici di alto livello anche con poche risorse di calcolo. Alcuni hacklab sono invece nati in ambito universitario creati dalla volontà di studenti e ricercatori universitari accomunati dalla passione per il Floss e la libertà (digitale e non). In nome dell'autogestione e della condivisione le risorse messe a disposizione dagli hacklab sono liberamente accessibili a tutti. Spesso sono anche presenti "banche degli organi digitali", in cui è possibile scambiare pezzi usati di computer e materiale elettronico in generale.
Il primo hacklab aperto in Italia è stato il FreakNet MediaLab a Catania nel 1995, tuttora attivo, mentre uno degli hackerspace europei più noti è il C-base di Berlino.
Gli hacklab sono solitamente parte della comunità che dà vita all'hackmeeting italiano.

### Musica
Music Hackspace (London), Music Hackspace Dublin, CPH Music Maker Space (Copenhagen), Ljudmila (Ljubljana), Radiona (Zagreb).

## Critiche
Nel 2009 si è aperto un dibattito riguardo all'inclusionismo e all'esclusivismo all'interno della comunità degli hackerspace, Johannes Grenzfurthner e Frank Apunkt Schneider hanno pubblicato un pamphlet critico riguardo a questa controversia. La discussione è ancora in corso.